# برايان فوستر (ملاكم كيك بوكسينغ)
برايان فوستر (بالإنجليزية: Brian Foster) هو ملاكم كيك بوكسينغ أمريكي، ولد في 4 أبريل 1984 في ساليسو في الولايات المتحدة.

## وصلات خارجية
- برايان فوستر على موقع يو إف سي (الإنجليزية)
- برايان فوستر على موقع شيردوغ (الإنجليزية)
- برايان فوستر على موقع IMDb (الإنجليزية)